# Germani
Germanii (din немец, nemeț, respectiv német; numiți pe filieră slavo-maghiară și nemți; germană Deutsche) sunt un popor indo-european a cărui origine și distribuție etnografică se regăsește în nord-vestul Europei Centrale și, respectiv, în Europa de Vest. De asemenea, comunități minoritare germanofone au mai fost native și se mai întâlnesc încă și în anumite părți din Europa Centrală și de Est precum în România, Ungaria sau Slovacia (cele trei țări aflându-se alternativ sau parțial și în Europa Centrală, din punct de vedere cultural și geografic, i.e., în conceptul Mitteleuropa sau Europa de Mijloc în traducere, precum și în Europa de Est).

## Istorie
În Antichitate, popoarele germanice erau grupate în mai multe triburi, precum alemanii, saxonii, frizonii (sau frizii) și bavarezii, care au luptat împotriva Imperiului Roman, unul din motivele pentru care romanii nu au reușit niciodată să cucerească toate teritoriile locuite de germani.
Începând cu secolul al VI-lea teritoriile locuite de germani au fost incluse în statul franc. În anul 962, s-a înființat Sfântul Imperiu Roman (latină Sacrum Romanum Imperium, germană Heiliges Römisches Reich), devenit ulterior Sfântul Imperiu Roman de Națiune Germană (sau Sfântul Imperiu Romano-German, după cum mai este acesta cunoscut).
Începând cu secolul al XI-lea orașele au căpătat o importanță politică din ce în ce mai mare, iar germanii au întemeiat o serie de orașe-stat, principate, ducate precum și regate regionale. Abia în secolul al XVIII-lea s-au impus două imperii, mai precis Austria și Prusia, care au căutat, fiecare separat, unitatea germanilor.
Unificarea Germaniei a fost obținută prin luptă de către cancelarul Prusiei, Otto von Bismarck, în a doua parte a secolului al XIX-lea. În secolul al XX-lea, Germania a trecut prin perioade de expansiune și contractare teritoriale, cauzate de implicarea în cele Două Războaie Mondiale.
Ulterior, la 4 ani după terminarea celui de-Al Doilea Război Mondial în 1949, Germania (anterior sub ocupația forțelor Aliaților) a fost divizată în Germania de Vest (cunoscută oficial ca Republica Federală Germană sau RFG pe scurt; în germană Bundesrepublik Deutschland sau Westdeutschland, BDR pe scurt respectiv) și Germania de Est (cunoscută oficial ca Republica Democrată Germană sau RDG pe scurt; în germană Deutsche Demokratische Republic sau DDR pe scurt respectiv).
Cele două state germane au rămas divizate astfel, de asemenea și prin orașul Berlin (fiind, pe de o parte, Berlinul de Est, anterior sub ocupație sovietică, și pe de cealaltă parte Berlinul de Vest, anterior sub ocupație franco-britanico-americană) până în 1990 când Germania s-a reunificat. Germania de Est sau Republica Democrată Germană (RDG/DDR) avea drept capitală Berlinul de Est în timp ce Germania de Vest sau Republica Federală Germană (RFG/BDR) avea capitala la Bonn.

## Diaspora germană
În America de Nord precum și în America de Sud (dar și în America Centrală) există o numeroasă diasporă de origine germană care a emigrat din timpul Epocii moderne până în prezent. Statele Unite ale Americii (SUA), Brazilia și Canada sunt țările unde se află cele mai mari comunități de origine germană după Germania în întreaga lume. 
De altfel, comunitatea germană din Statele Unite ale Americii (SUA) este cel mai răspândit grup etnic de la stat la stat, conform recensământului american din 2000 după descendență (i.e., „ancestry” sau „heritage” în limba engleză).
În Europa de asemenea a existat încă din Evul Mediu o diasporă germană considerabilă în afara spațiului nativ germanofon, în Europa de est și Europa centrală. 
Grupuri ale diasporei germane au fost și încă sunt prezente (în numere mai mici însă) și în România. Cel mai notabil grup al diasporei germane în România a fost și este, din punct de vedere istoric, cel al sașilor (grupul etnic german cu cea mai mare vechime pe teritoriul de astăzi al României, din secolul al XII-lea până în prezent).
Cu toate acestea, de-a lungul timpului, au existat și alte comunități notabile de etnici germani în Regatul României de la sfârșitul epocii moderne până pe la mijlocul secolului al XX-lea (e.g., germanii bucovineni precum și germanii basarabeni).
Totodată, grupuri notabile ale diasporei germane există și pe cuprinsul continentului asiatic (în Kazahstan în număr considerabil de mare) și în Oceania, mai precis în Australia și Noua Zeelandă. Nu în ultimul rând, germanii se mai regăsesc în numere mai mici și în Africa (în special în Africa de Sud).

## Cultura și folclorul
Cultura germanilor este una dintre cele mai vechi și redutabile din Europa. Germanii au excelat, de-a lungul timpului, în artă vizuală, literatură sau muzică. Folclorul germanilor este un tip de folclor vest european și central european care are foarte multe similtudini cu cel al luxemburghezilor, elvețienilor vorbitori de dialecte alemanice ale limbii germane precum și cu austriecii sau populația nativă din Liechtenstein. Germania este una dintre țările cu cei mai mulți laureați ai premiilor Nobel per capita din lume. Totodată, cultura și folclorul germanilor sunt înrudite cu cele ale altor popoare germanice, printre care, cel mai notabil, cele scandinave (în special norvegienii dar și danezii și suedezii). Există similarități culturale semnificative între germani și olandezi și englezi de asemenea.

## Comunitatea germană din România
Cele mai importante grupuri istorice de etnie germană din România sunt: sașii transilvăneni, șvabii bănățeni, șvabii sătmăreni, landleri, țipțerii, germanii bucovineni, germanii regățeni precum și germanii dobrogeni. În trecutul istoric relativ recent al României, mai poate fi identificat un grup important istoric de etnie germană în Regatul României și în perioada interbelică până la începutul celui de-Al Doilea Război Mondial, mai precis germanii basarabeni (între 1918 și 1940 mai precis). Cel mai vechi grup etnic german din România este de departe cel al sașilor transilvăneni care trăiește neîntrerupt în Transilvania din evul mediu până în prezent.
În România, la recensământul din 1992, un număr de 119.462 de persoane s-au declarat germani, în timp ce la recensământul din 2002 numai 60.088 de persoane s-au mai declarat de etnie germană, o statistică care include și sașii (1.422 persoane) și șvabii (2.963 persoane), mai precis (șvabii sătmăreni și șvabii bănățeni), adică o reducere în 2002 față de 1992 cu 50,3%, iar în ceea ce privește ponderea în populația totală a României, reducerea este de la 0,5% în 1992 la 0,3% în 2002.
Spre deosebire de alte minorități etnice naționale, în 2002 germanii aveau reședința în proporție de peste 2/3 în mediul urban, situație similară cu cea din 1992. Scăderea constatată a fost ceva mai mare în mediul rural decât în cel urban.
Aproximativ 3/5 din germani se concentrează într-un număr de 7 județe situate în Banat, Bucovina și Transilvania: Timiș (2,1% din populație), Caraș Severin (1,8%), Satu Mare (1,7%), Sibiu (1,6%), Arad (1,1%), Brașov (0,8%) și Suceava (0,6%). Pentru vasta majoritate teritorială a județului Suceava, comunitatea nativă de etnici germani este cunoscuta ca germani bucovineni, cu grupuri mai mici de țipțeri și germani regățeni (e.g., în orașul Fălticeni) de asemenea.
Comparativ cu recensământul din 1992, proporția etnicilor germani și numărul lor în populația județelor respective a scăzut semnificativ din cauza sporului natural negativ (scăderii) și a soldului negativ al migrației externe.
În cadrul recensământului din 2011, s-au declarat germani un număr de circa 36.900 persoane. La recensământul din 2021, re-programat și efectuat din cauza pandemiei de COVID-19 în anul 2022, numărul etnicilor germani a scăzut la nivel național la circa 22.900 de persoane/cetățeni.

## Galerie

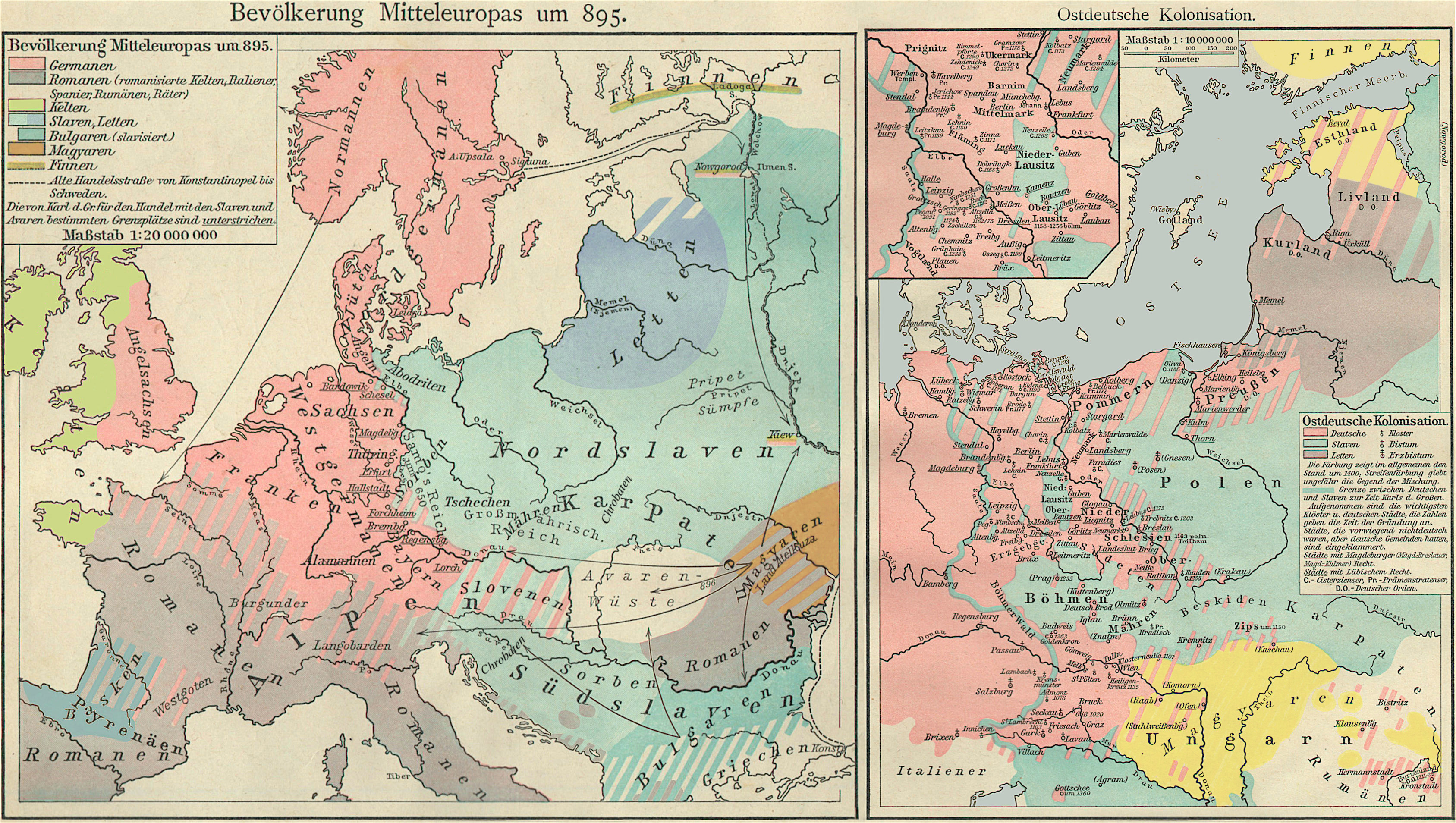
Hartă etnică detaliată dintr-un atlas în limba germană reprezentând colonizarea Europei Centrale și de Est de către germani în timpul Evului Mediu Timpuriu (proces istoric cunoscut ca „Ostsiedlung” în germană, adică „Colonizare(a) estică”)
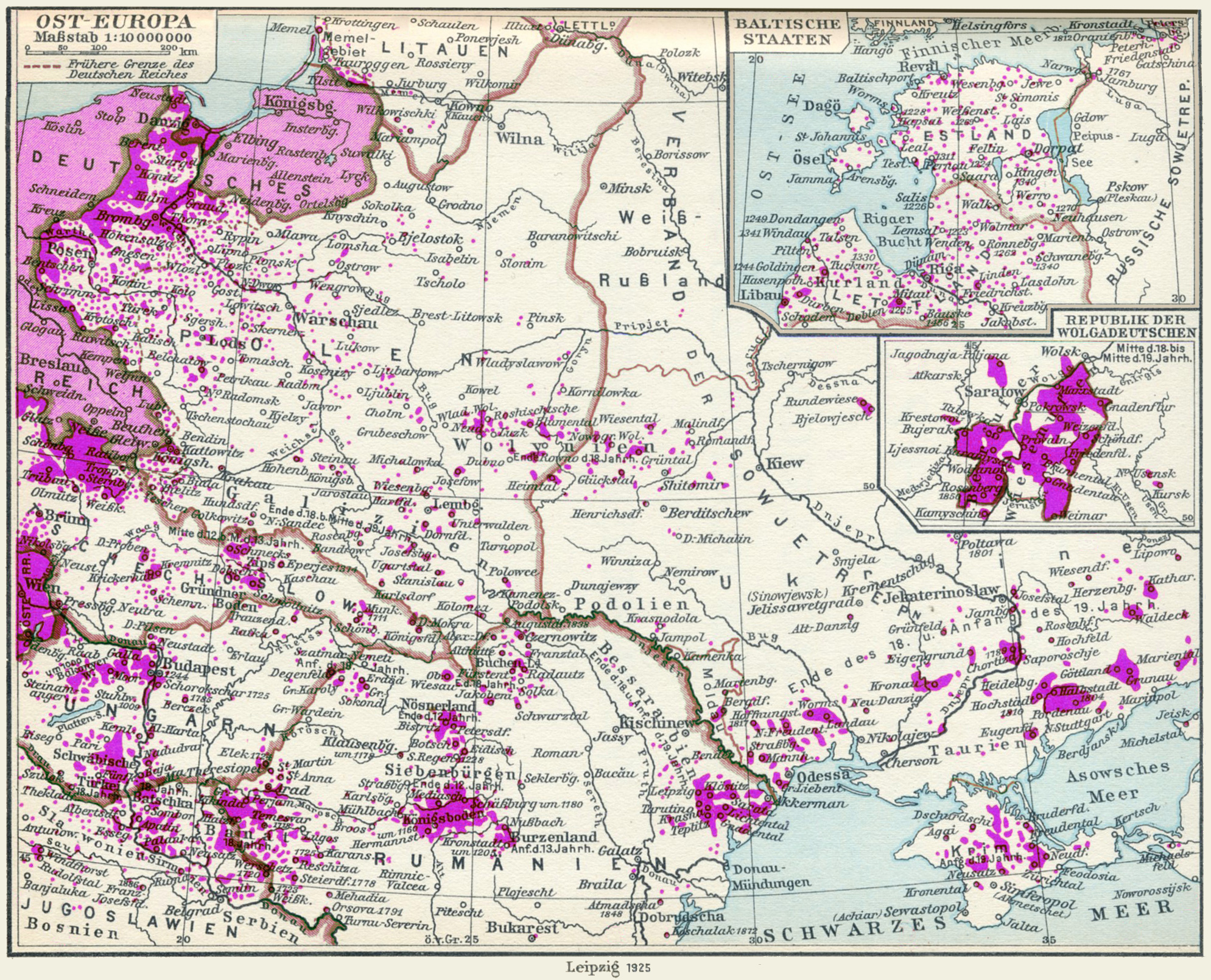
Comunitățile etnice germane din Regatul României în 1925 (enclave etnice germane se regăseau și în sudul Basarabiei sau Bugeac)
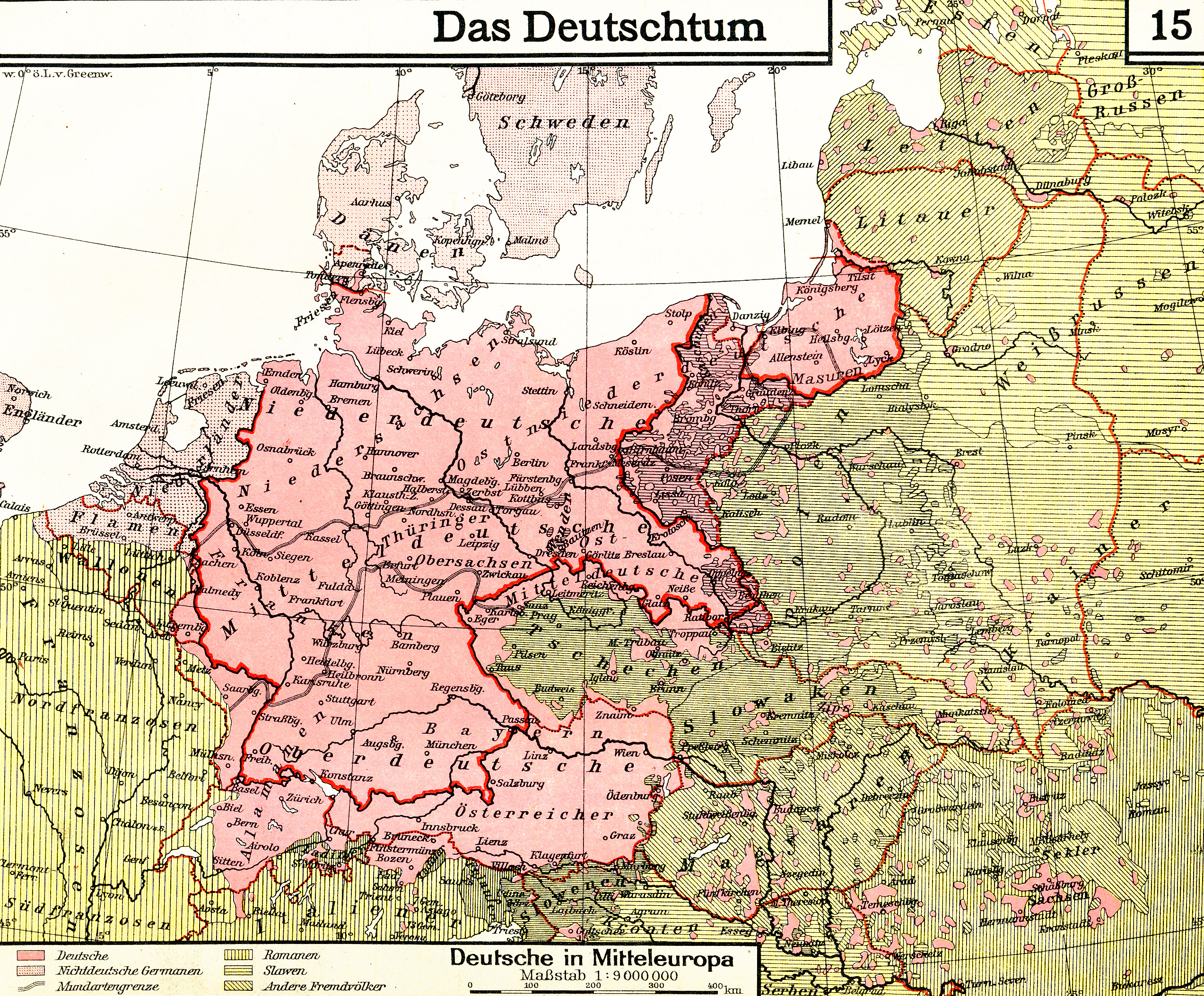
Germanii din Europa Centrală (Mitteleuropa) pe o hartă etnografică dintr-un atlas german la circa 1930
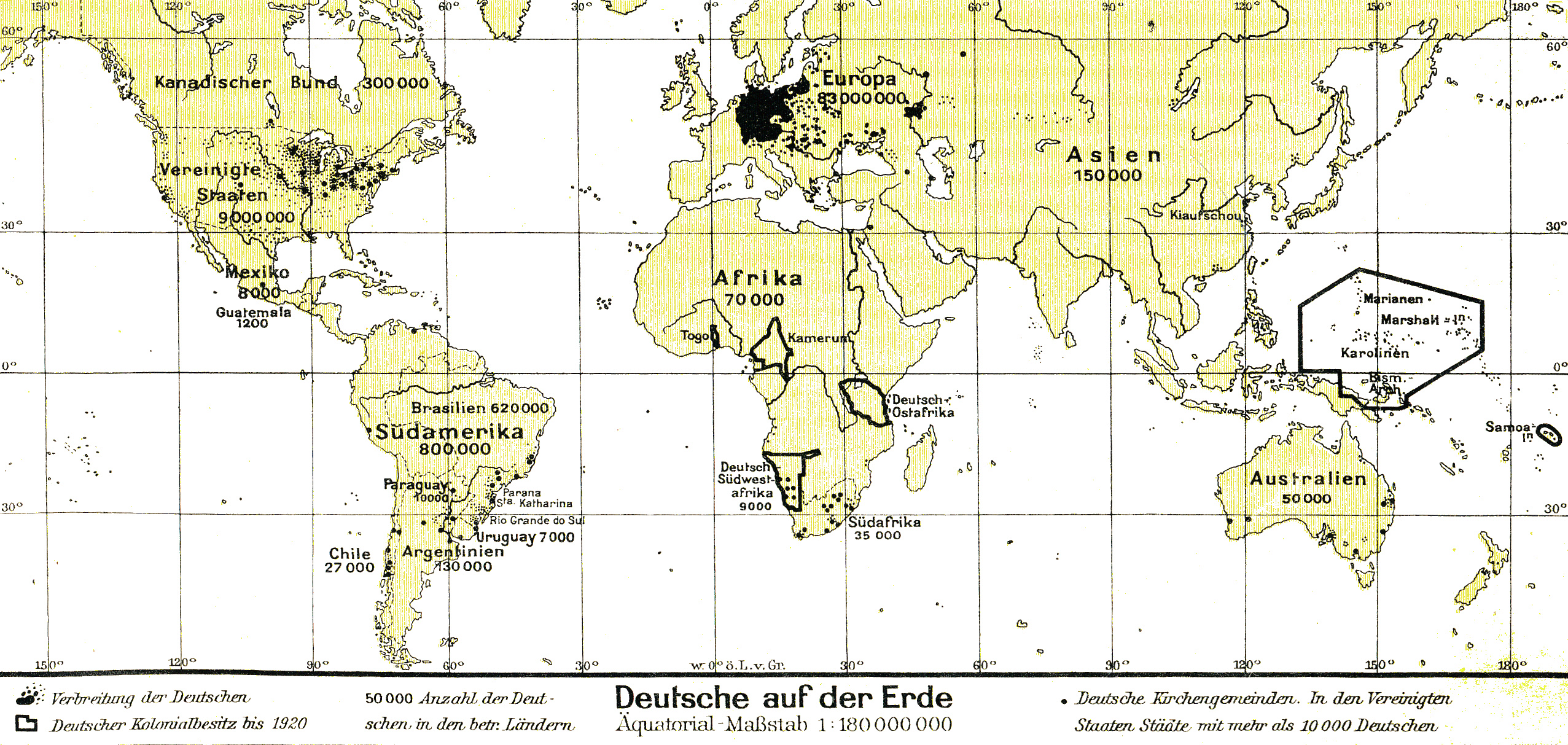
Hartă etnică dintr-un atlas în limba germană reprezentând germanii din lume la circa 1930.
Germanii din lume în anul 1938 conform unei hărți etnografice de Dr. Friedrich Lange
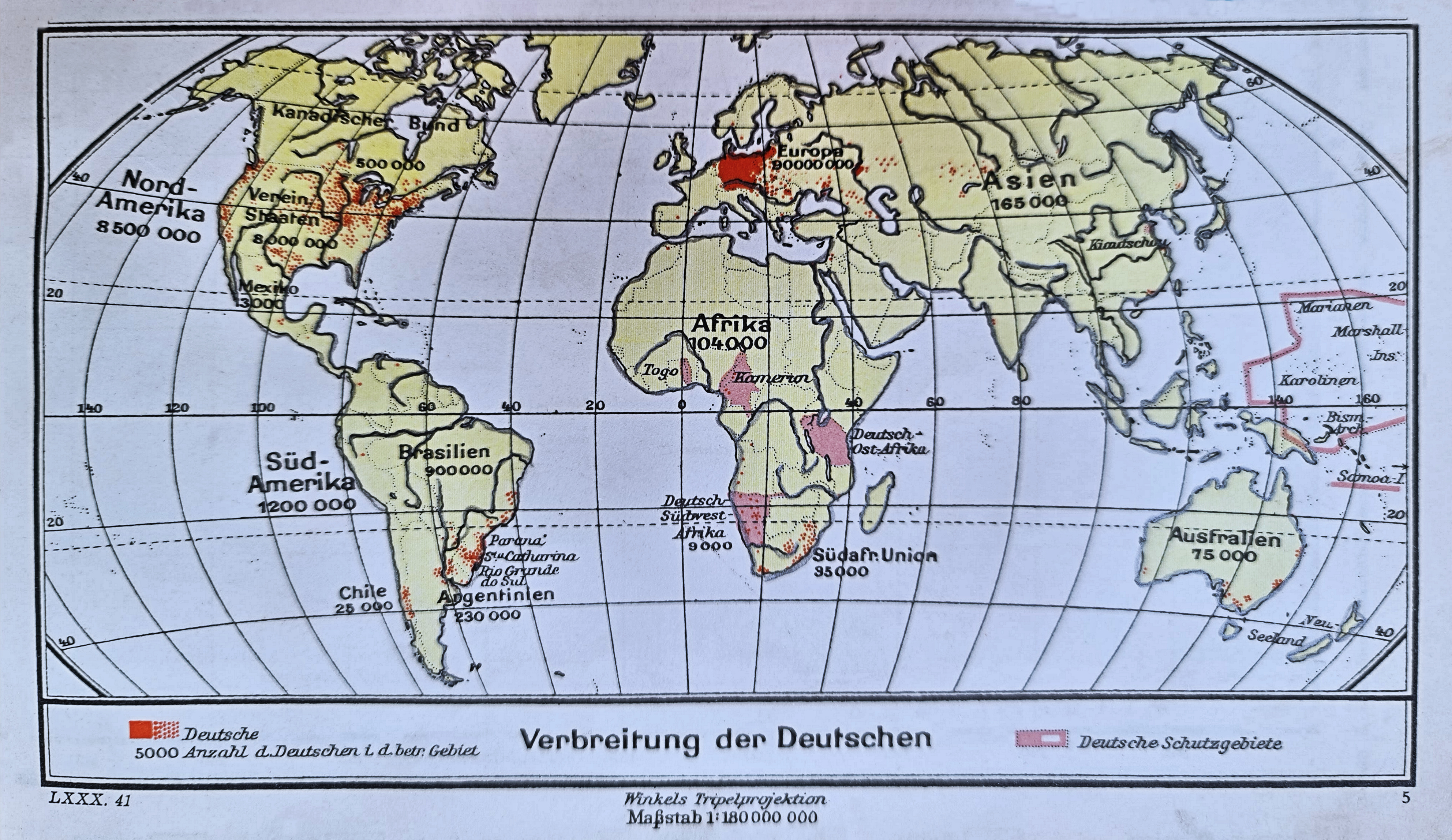
Germanii din lume în anul 1941 conform unei hărți etnografice dintr-un atlas german
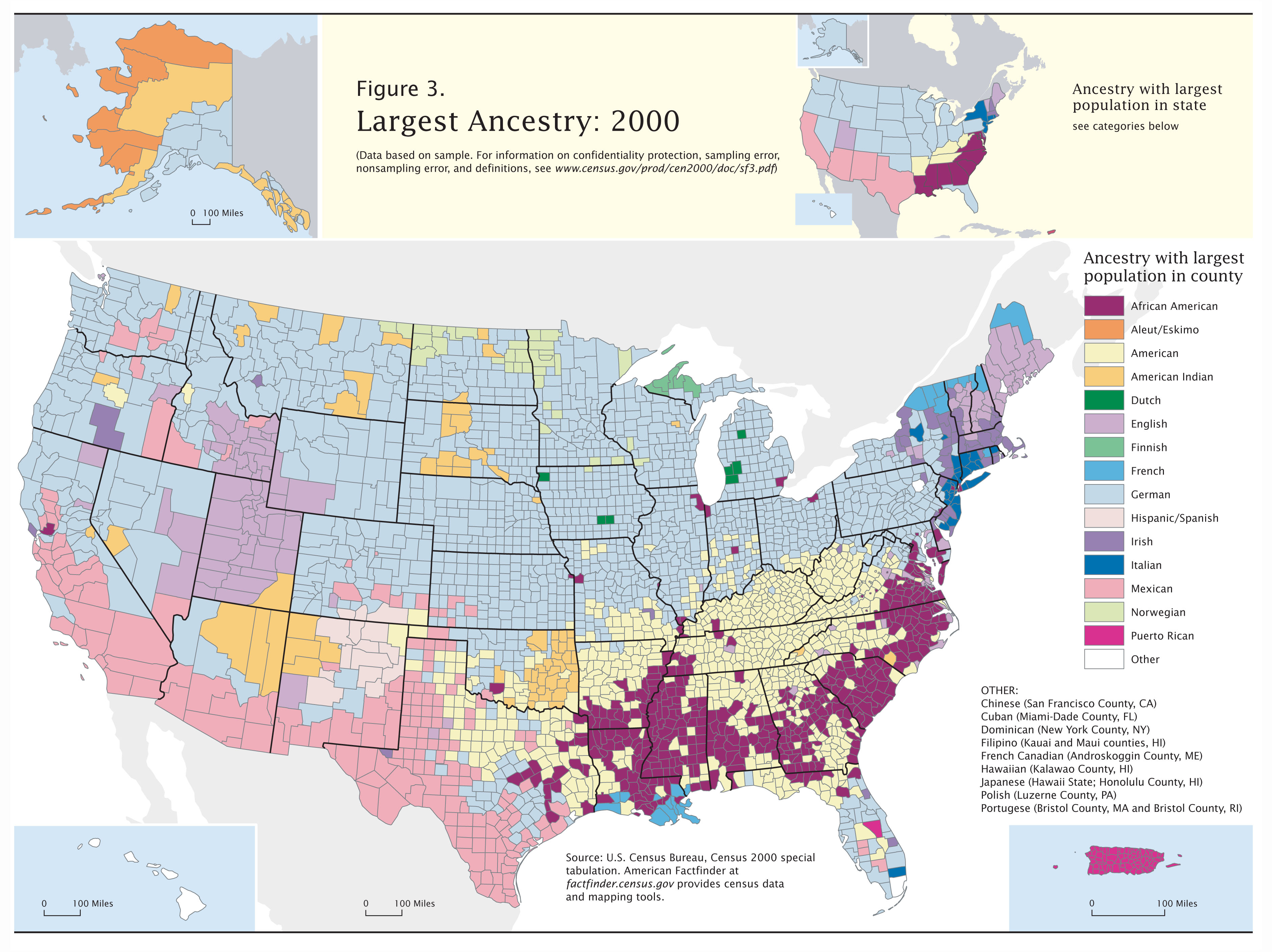
Americanii germani sunt foarte întâlniți în SUA (mai precis cel mai răspândit grup etnic după descendență, i.e. „heritage”). Regiunile marcate în albastru deschis pe hartă sunt cele cu populație predominantă de origine germană (conform recensământului american din 2000).
Americanii cu rădăcini germane după stat (2020)
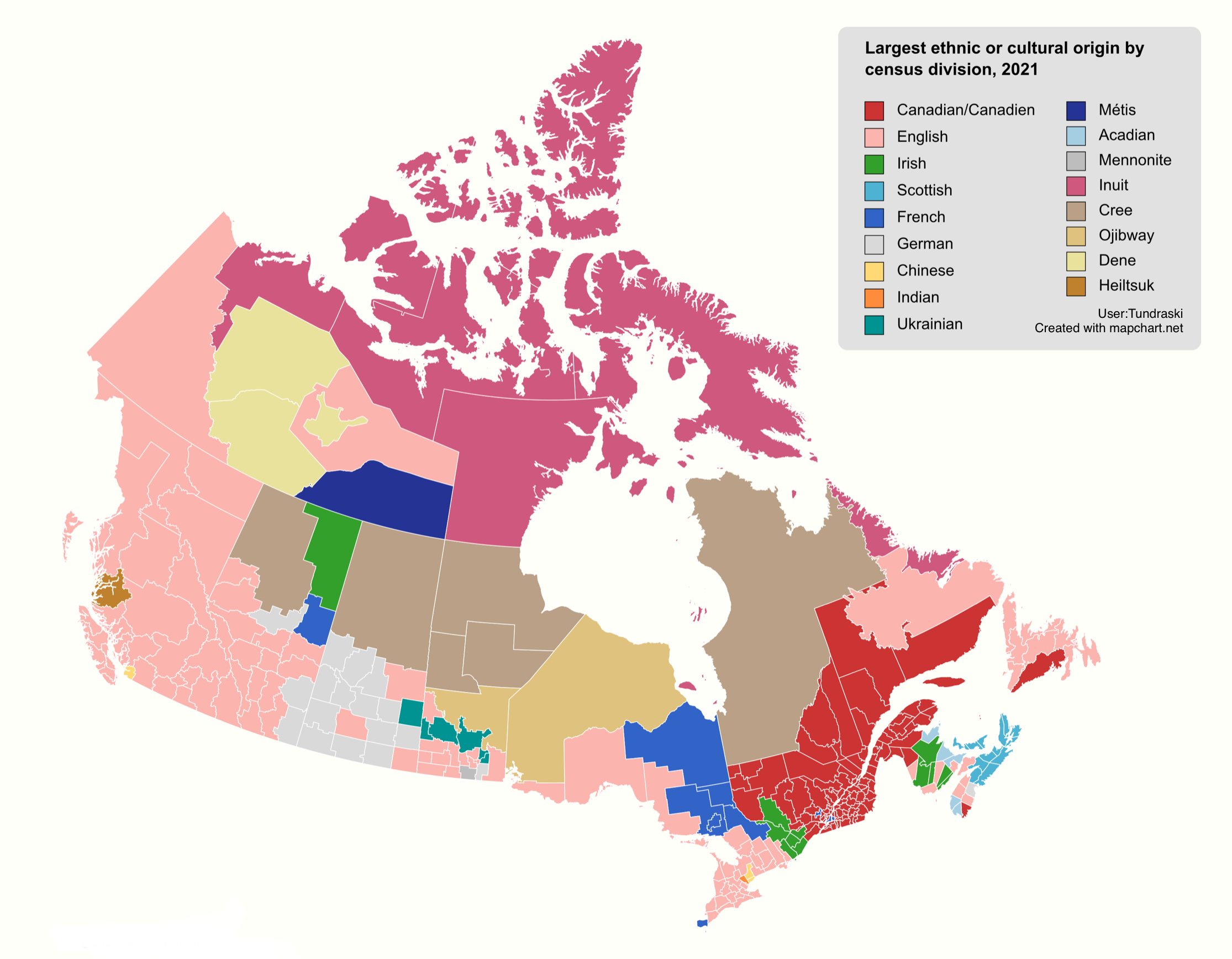
Germanii din Canada, conform ultimului recensământ canadian realizat în 2021 (reprezentați în gri).